# Idiops siolii
Idiops siolii là một loài nhện trong họ Idiopidae.
Loài này thuộc chi Idiops. Idiops siolii được Bücherl miêu tả năm 1953.